# 塩浜駅
塩浜駅（しおはまえき）は、三重県四日市市にある、近畿日本鉄道（近鉄）・日本貨物鉄道（JR貨物）の駅である。駅番号は近鉄がE24。

## 概要
近鉄の名古屋線と、JR貨物の関西本線（貨物支線）が乗り入れる。両社の駅は隣接しているものの、軌間が異なり、線路は繋がっておらず完全に独立している（同様のケースは日暮里駅や横浜駅、幕張本郷駅などでも見られる）。

## 近畿日本鉄道

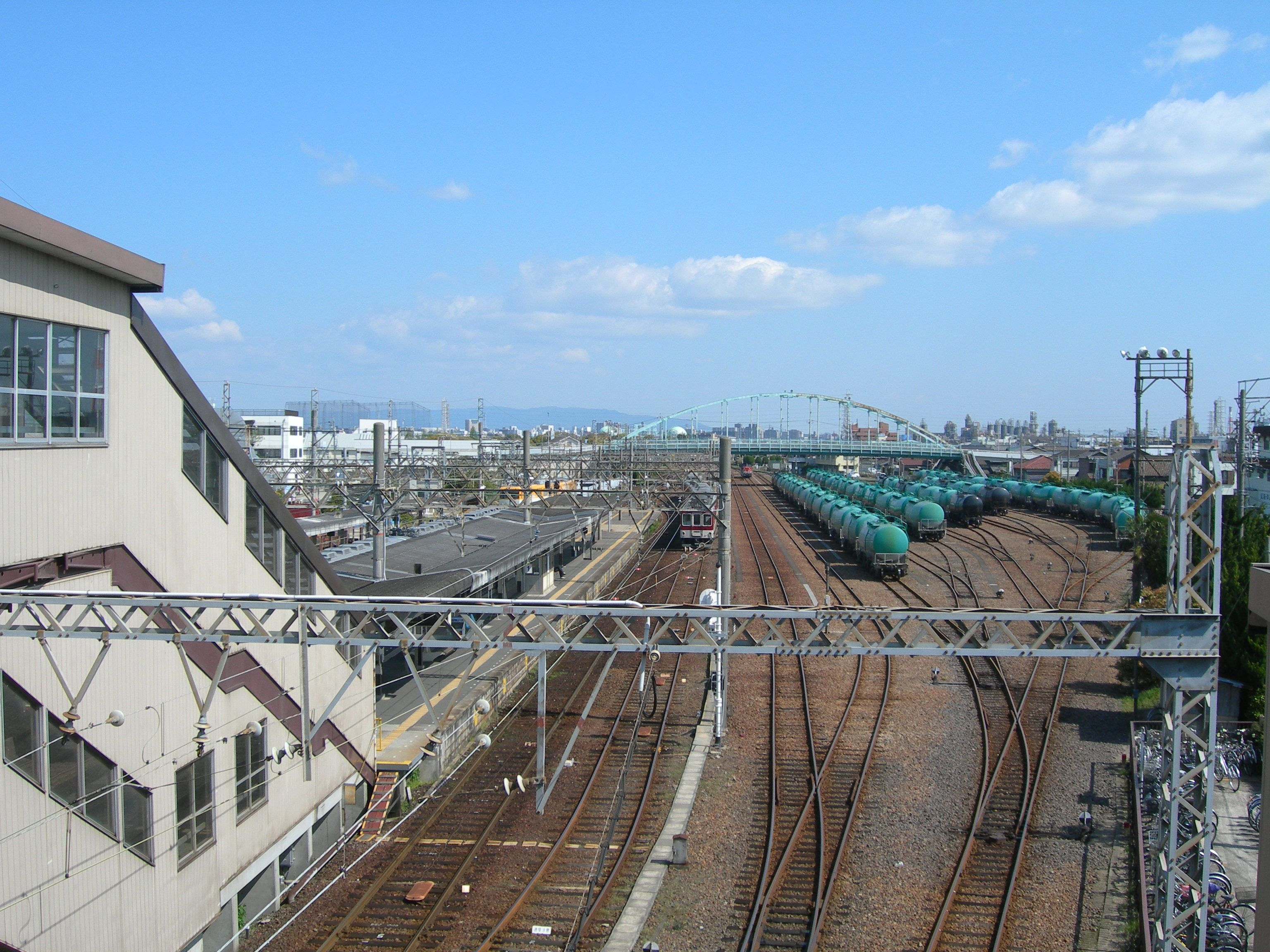
駅構内。近鉄の旅客駅（左側）と隣接する貨物駅（右側）

### 歴史
- 1919年（大正8年）10月25日：伊勢鉄道の楠 - 海山道間開通時に開業[1]。
- 1926年（大正15年）9月11日：伊勢鉄道が伊勢電気鉄道に社名変更[1]。
- 1931年（昭和6年）8月19日：楠 - 当駅間が複線化[2]。
- 1936年（昭和11年）9月15日：参宮急行電鉄が伊勢電気鉄道を合併[1]、参宮急行電鉄名古屋伊勢本線の駅となる[3]。
- 1941年（昭和16年）
  - 3月15日：大阪電気軌道が参宮急行電鉄を合併、関西急行鉄道の駅となる[1]。路線名が改定され、名古屋線の所属となる[3]。
  - 8月18日：当駅 - 海山道間が複線化[2]。
- 1944年（昭和19年）6月1日：関西急行鉄道が南海鉄道（現在の南海電気鉄道の前身）と合併、近畿日本鉄道の駅となる[1]。
- 1986年（昭和61年）6月23日：橋上駅舎化。
- 2007年（平成19年）4月1日：PiTaPa、ICOCA対応開始[4]。

### 駅構造
島式ホーム2面4線を有する待避可能な地上駅で、橋上駅舎を備える。ホーム有効長は6両編成分である。改札口は1か所のみで、駅出入口は東西双方に各1か所設置されている。近鉄塩浜検修車庫（車両工場）が隣接しており、乗務員区所の塩浜列車区が設置されている。トイレは改札内橋上駅舎内に設置されている。

#### のりば
| のりば | 路線       | 方向 | 行先                   |
| ------ | ---------- | ---- | ---------------------- |
| 1・2   | E 名古屋線 | 下り | 伊勢中川・五十鈴川方面 |
| 3・4   | E 名古屋線 | 上り | 近鉄名古屋方面         |

備考
- 内側2線（2番線と3番線）が主本線、外側2線（1番線と4番線）が待避線である。
- 1番線からは名古屋方面への出発も可能である。

### 駅設備・営業面
近鉄四日市駅管理の有人駅で、PiTaPa・ICOCA対応の自動改札機および自動精算機（回数券カードおよびICカードのチャージに対応）が設置されている。
定期券・特急券は専用の自動券売機で購入が可能。
列車案内装置は液晶ディスプレイ式である。

### ダイヤ面
特急以外の全一般列車が停車する。
塩浜列車区が設置されている関係で、当駅に停車する急行・普通列車の大半は乗務員交代を行う。
名古屋線における急行の待避可能駅の一つで、伊勢若松駅や江戸橋駅と同様に急行による特急列車の待避が頻繁に行われている。
名古屋方面は朝と日中時間帯に一部の急行が乙特急を、普通列車は日中時間帯を中心に概ね毎時1本の列車が当駅で特急を待避する。
伊勢中川方面は朝と夕方以降に一部の急行が乙特急を、日中時間帯に毎時1本の普通列車が名阪甲特急を待避する。
早朝と夕方以降に名古屋・四日市方面から当駅を発着とする普通列車も数本設定されており、早朝1本のみ当駅始発の伊勢中川行きも存在する。2021年7月以降、日中の一部普通列車は当駅で名古屋・四日市方面に折り返しており、当駅以南へ向かう普通列車は毎時2本となっている。

## JR貨物

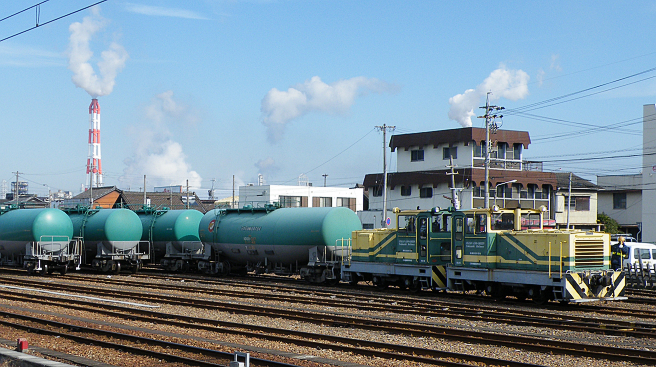
昭和四日市石油へ出発する貨物列車（2008年）

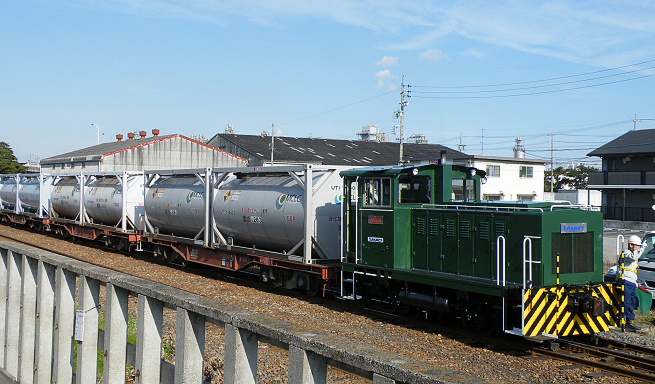
三菱化学へ出発する貨物列車（2008年）

### 歴史
- 1944年（昭和19年）
  - 6月1日：国有鉄道の駅として開業、貨物営業を開始[8]。
  - 8月16日：石原産業専用鉄道運輸開始。
- 1962年（昭和37年）4月1日：貨物の取扱範囲を、専用線発着に限定[8]。
- 1966年（昭和41年）10月1日：専用線発着コンテナの取り扱いを開始[8]。
- 1975年（昭和50年）7月1日：コンテナの取り扱いを廃止[8]。
- 1987年（昭和62年）4月1日：国鉄分割民営化により、JR貨物が継承[8]。
- 1988年（昭和63年）6月20日：専用線発着コンテナの取り扱いを再開[8]。
- 1996年（平成8年）3月16日：コンテナの取り扱いを再廃止[8]。
- 2001年（平成13年）1月14日：奥野谷浜 - 当駅間で、タンクコンテナによる酸化エチレン輸送を開始。
- 2008年（平成20年）8月：石原産業専用鉄道が廃止。
- 2011年（平成23年）3月31日：三菱化学専用線が廃止。

### 駅構造
近鉄塩浜駅に隣接し駅の着発線を有する操車場と、近鉄海山道駅に隣接する側線群からなる。
着発線は到着線1線と出発線1線からなる。最も西側（近鉄塩浜駅寄り）の線路が到着線で、その東隣が出発線となっている。出発線の東側には貨車留置線が計10本敷設されている。構内はすべて非電化であり、駅構内の入換作業はJR貨物が保有する本線牽引機（DF200形ディーゼル機関車）が担当する。石油輸送用タンク貨車の常備駅であり、四日市駅と当駅で分担して留置されている。

#### 専用線
当駅に接続する専用線・専用鉄道は1本のみ存在する。
昭和四日市石油専用線
- 着発線から南へ伸びる線路があり、途中で2つに分かれた線路の一方が昭和四日市石油専用線に繋がっている。昭和四日市石油専用線は同社四日市製油所の構内へ伸びている。
- 専用線の入換作業は、日本通運が保有する小型ディーゼル機関車（スイッチャー）が担当している[9]。主に1996年（平成8年）に新造された北陸重機工業製・28tの「No14」と「No15」の2両が常時重連運転で使用されている[9]。このほか、日立製作所製・25tの「No10」「No11」が存在するが、駅に出てくることはまれである[9]。

#### 廃止された専用線
三菱モンサント化成専用線
- 近鉄海山道駅に隣接する側線群の北端から、三菱化学四日市事業所へ延びていた。

三菱油化専用線
- 1980年ごろまでに廃止。昭和四日市石油専用線から分岐し、四日市製油所の北側にある三菱化学四日市事業所へ続いていた。

三菱化学専用線
- 2011年3月末で廃止。近鉄海山道駅に隣接する側線群の南端から、三菱化学四日市事業所へ伸びる専用線が分岐していた。
- 入換作業は日本トランスシティ保有のスイッチャーが担当していた[9]。スイッチャーは3両あり、主に新三菱重工業製・20tの「BH203」と日本車輌製造製・25tの「DB251」が交代で使用されていた。なお、もう1両の「BH201」は「BH203」と同じく新三菱重工業製・25tである[9]。

石原産業専用鉄道
- 1944年8月運輸開始[10]2008年8月廃止。着発線から南へ伸びる路線が2つに分かれた路線の一方で同社の四日市工場へ続いていた。作業距離3.7キロ総延長8.7キロ[11]。一時従業員輸送列車が運行していた[12]。
- 運転は昭和町駅 (愛知県)や能町駅より1日1往復。 液化塩素専用タキ5450が使用され[13]、 入換作業は石原産業が保有するスイッチャーが担当し、日本車輌製造製・25tの「DL106」と、日本輸送機（ニチユ）製・20tの「BH205」が交代で使用されていた[9]。1968年までは蒸気機関車が使用されており、B6形2412と戦時中中国海南島の鉱山で使用される予定だった日本車両製Cタンク（S108）がいた。現在2412は名古屋市科学館、S108は神戸市の本山交通公園に保存されている[14]。他にニチユのDL101-103、BH204がいた[15]。

### 取扱う貨物の種類
当駅は、専用線発着の車扱貨物の取扱駅である。取扱品は石油であり、タンク車で昭和四日市石油専用線から発送される。発送先は南松本駅（ジャパンオイルネットワーク松本油槽所）である。
かつては専用線発着のコンテナ貨物として、化成品の扱いもあり、タンクコンテナで輸送される酸化エチレンや、タンク車で輸送される液体塩素である。酸化エチレンは奥野谷浜駅（三菱化学鹿島事業所）から三菱化学専用線へ運ばれ、液体塩素は昭和町駅（東亞合成名古屋工場）から石原産業専用鉄道へ運ばれていた。現在は四日市駅までトラックで運ばれる。

### 貨物列車
2021年3月改正時点では上り列車（四日市方面）は高速貨物列車（タキ1000形貨車のみで編成）が1日1本のみ稲沢駅を経由して南松本駅まで運行、専用貨物列車が1日2本（1本は稲沢駅経由で南松本駅まで、1本は四日市駅まで運転）運行されている。下り列車（当駅終着）は高速貨物列車（タキ1000形のみで編成）が1日1本、専用貨物列車が1日1本運行されている。

## 利用状況

### 近鉄

#### 当駅乗降人員
近年における当駅の1日乗降人員の調査結果は以下の通り。
- 2024年11月12日：7,007人
- 2023年11月7日：7,155人
- 2022年11月8日：6,869人
- 2021年11月9日：6,592人
- 2018年11月13日：7,371人
- 2015年11月10日：6,458人
- 2012年11月13日：6,066人
- 2010年11月9日：6,172人
- 2008年11月18日：6,330人
- 2005年11月8日：5,928人

「三重県統計書」によると、1日の平均乗車人員は以下の通りである。
| 年度   | 一日平均 乗車人員 |
| ------ | ----------------- |
| 1997年 | 3,200             |
| 1998年 | 3,044             |
| 1999年 | 3,004             |
| 2000年 | 2,958             |
| 2001年 | 2,835             |
| 2002年 | 2,852             |
| 2003年 | 2,865             |
| 2004年 | 2,826             |
| 2005年 | 2,810             |
| 2006年 | 2,834             |
| 2007年 | 2,840             |
| 2008年 | 2,910             |
| 2009年 | 2,755             |
| 2010年 | 2,744             |
| 2011年 | 2,836             |
| 2012年 | 2,892             |
| 2013年 | 2,970             |
| 2014年 | 2,879             |
| 2015年 | 3,065             |
| 2016年 | 3,476             |
| 2017年 | 3,590             |
| 2018年 | 3,548             |
| 2019年 | 3,468             |
| 2020年 | 2,893             |
| 2021年 | 3,076             |
| 2022年 | 3,289             |
| 2023年 | 3,436             |

塩浜駅の利用状況の変遷を下表に示す。
- 輸送実績（乗車人員）の単位は人であり、年度での総計値を示す。年度間の比較に適したデータである。
- 乗降人員調査結果は任意の1日における値（単位：人）である。調査日の天候・行事等の要因によって変動が大きいので年度間の比較には注意を要する。
- 表中、最高値を赤色で、最高値を記録した年度以降の最低値を青色で、最高値を記録した年度以前の最低値を緑色で表記している。

| 年度別利用状況（塩浜駅） | 年度別利用状況（塩浜駅）            | 年度別利用状況（塩浜駅）            | 年度別利用状況（塩浜駅）            | 年度別利用状況（塩浜駅）            | 年度別利用状況（塩浜駅） | 年度別利用状況（塩浜駅） | 年度別利用状況（塩浜駅） |
| 年度                     | 当駅分輸送実績（乗車人員）：人/年度 | 当駅分輸送実績（乗車人員）：人/年度 | 当駅分輸送実績（乗車人員）：人/年度 | 当駅分輸送実績（乗車人員）：人/年度 | 乗降人員調査結果 人/日   | 乗降人員調査結果 人/日   | 特記事項                 |
| ------------------------ | ----------------------------------- | ----------------------------------- | ----------------------------------- | ----------------------------------- | ------------------------ | ------------------------ | ------------------------ |
| 年度                     | 通勤定期                            | 通学定期                            | 定期外                              | 合 計                               | 調査日                   | 調査結果                 | 特記事項                 |
| 1950年（昭和25年）       | 1,110,840                           | ←←←←                                | 480,375                             | 1,591,215                           |                          |                          |                          |
| 1951年（昭和26年）       | 1,377,840                           | ←←←←                                | 535,306                             | 1,913,146                           |                          |                          |                          |
| 1952年（昭和27年）       | 1,339,440                           | ←←←←                                | 570,342                             | 1,909,782                           |                          |                          |                          |
| 1953年（昭和28年）       | 1,384,290                           | ←←←←                                | 635,672                             | 2,019,962                           |                          |                          |                          |
| 1954年（昭和29年）       | 1,397,310                           | ←←←←                                | 647,521                             | 2,044,831                           |                          |                          |                          |
| 1955年（昭和30年）       | 1,489,530                           | ←←←←                                | 595,554                             | 2,085,084                           |                          |                          |                          |
| 1956年（昭和31年）       | 1,585,860                           | ←←←←                                | 604,907                             | 2,190,767                           |                          |                          |                          |
| 1957年（昭和32年）       | 1,662,150                           | ←←←←                                | 676,636                             | 2,338,786                           |                          |                          |                          |
| 1958年（昭和33年）       | 1,655,340                           | ←←←←                                | 712,619                             | 2,367,959                           |                          |                          |                          |
| 1959年（昭和34年）       | 1,973,100                           | ←←←←                                | 745,128                             | 2,718,228                           |                          |                          |                          |
| 1960年（昭和35年）       | 2,084,040                           | ←←←←                                | 703,384                             | 2,787,424                           |                          |                          |                          |
| 1961年（昭和36年）       | 2,514,000                           | ←←←←                                | 775,034                             | 3,289,034                           |                          |                          |                          |
| 1962年（昭和37年）       | 2,670,900                           | ←←←←                                | 804,314                             | 3,475,214                           |                          |                          |                          |
| 1963年（昭和38年）       | 2,454,570                           | ←←←←                                | 866,995                             | 3,321,565                           |                          |                          |                          |
| 1964年（昭和39年）       | 2,859,900                           | ←←←←                                | 964,425                             | 3,824,325                           |                          |                          |                          |
| 1965年（昭和40年）       | 2,793,990                           | ←←←←                                | 899,558                             | 3,693,548                           |                          |                          |                          |
| 1966年（昭和41年）       | 2,719,020                           | ←←←←                                | 719,021                             | 3,438,041                           |                          |                          |                          |
| 1967年（昭和42年）       | 2,753,640                           | ←←←←                                | 742,505                             | 3,496,145                           |                          |                          |                          |
| 1968年（昭和43年）       | 2,520,780                           | ←←←←                                | 744,852                             | 3,265,632                           |                          |                          |                          |
| 1969年（昭和44年）       | 2,349,510                           | ←←←←                                | 730,240                             | 3,079,750                           |                          |                          |                          |
| 1970年（昭和45年）       | 2,484,720                           | ←←←←                                | 693,571                             | 3,178,291                           |                          |                          |                          |
| 1971年（昭和46年）       | 2,403,090                           | ←←←←                                | 681,308                             | 3,084,398                           |                          |                          |                          |
| 1972年（昭和47年）       | 2,271,840                           | ←←←←                                | 637,886                             | 2,909,726                           |                          |                          |                          |
| 1973年（昭和48年）       | 2,196,660                           | ←←←←                                | 605,025                             | 2,801,685                           |                          |                          |                          |
| 1974年（昭和49年）       | 2,271,780                           | ←←←←                                | 594,844                             | 2,866,624                           |                          |                          |                          |
| 1975年（昭和50年）       | 2,269,620                           | ←←←←                                | 594,719                             | 2,864,339                           |                          |                          |                          |
| 1976年（昭和51年）       | 2,049,480                           | ←←←←                                | 533,145                             | 2,582,625                           |                          |                          |                          |
| 1977年（昭和52年）       | 1,914,210                           | ←←←←                                | 519,753                             | 2,433,963                           |                          |                          |                          |
| 1978年（昭和53年）       | 1,837,890                           | ←←←←                                | 504,065                             | 2,341,955                           |                          |                          |                          |
| 1979年（昭和54年）       | 1,689,660                           | ←←←←                                | 491,703                             | 2,181,363                           |                          |                          |                          |
| 1980年（昭和55年）       | 1,532,250                           | ←←←←                                | 483,878                             | 2,016,128                           |                          |                          |                          |
| 1981年（昭和56年）       | 1,488,330                           | ←←←←                                | 458,685                             | 1,947,015                           |                          |                          |                          |
| 1982年（昭和57年）       | 1,384,170                           | ←←←←                                | 449,027                             | 1,833,197                           | 11月16日                 | 9,890                    |                          |
| 1983年（昭和58年）       | 1,280,460                           | ←←←←                                | 427,354                             | 1,707,814                           | 11月8日                  | 9,422                    |                          |
| 1984年（昭和59年）       | 1,246,110                           | ←←←←                                | 397,191                             | 1,643,301                           | 11月6日                  | 8,994                    |                          |
| 1985年（昭和60年）       | 1,197,570                           | ←←←←                                | 388,848                             | 1,586,418                           | 11月12日                 | 8,512                    |                          |
| 1986年（昭和61年）       | 1,190,250                           | ←←←←                                | 400,475                             | 1,590,725                           | 11月11日                 | 8,864                    |                          |
| 1987年（昭和62年）       | 1,175,790                           | ←←←←                                | 387,042                             | 1,562,832                           | 11月10日                 | 9,079                    |                          |
| 1988年（昭和63年）       | 1,157,130                           | ←←←←                                | 398,863                             | 1,555,993                           | 11月8日                  | 8,830                    |                          |
| 1989年（平成元年）       | 1,123,170                           | ←←←←                                | 394,546                             | 1,517,716                           | 11月14日                 | 8,377                    |                          |
| 1990年（平成2年）        | 1,105,620                           | ←←←←                                | 400,041                             | 1,505,661                           | 11月6日                  | 7,916                    |                          |
| 1991年（平成3年）        | 1,095,810                           | ←←←←                                | 398,083                             | 1,493,893                           |                          |                          |                          |
| 1992年（平成4年）        | 1,066,170                           | ←←←←                                | 403,497                             | 1,469,667                           | 11月10日                 | 7,810                    |                          |
| 1993年（平成5年）        | 1,027,230                           | ←←←←                                | 393,831                             | 1,421,061                           |                          |                          |                          |
| 1994年（平成6年）        | 961,680                             | ←←←←                                | 353,895                             | 1,315,575                           |                          |                          |                          |
| 1995年（平成7年）        | 972,660                             | ←←←←                                | 364,790                             | 1,337,450                           | 12月5日                  | 7,590                    |                          |
| 1996年（平成8年）        | 913,920                             | ←←←←                                | 333,883                             | 1,247,803                           |                          |                          |                          |
| 1997年（平成9年）        | 853,920                             | ←←←←                                | 313,980                             | 1,167,900                           |                          |                          |                          |
| 1998年（平成10年）       | 809,370                             | ←←←←                                | 301,844                             | 1,111,214                           |                          |                          |                          |
| 1999年（平成11年）       | 786,300                             | ←←←←                                | 313,262                             | 1,099,562                           |                          |                          |                          |
| 2000年（平成12年）       | 765,300                             | ←←←←                                | 314,320                             | 1,079,620                           |                          |                          |                          |
| 2001年（平成13年）       | 728,880                             | ←←←←                                | 305,937                             | 1,034,817                           |                          |                          |                          |
| 2002年（平成14年）       | 730,680                             | ←←←←                                | 310,428                             | 1,041,108                           |                          |                          |                          |
| 2003年（平成15年）       | 736,950                             | ←←←←                                | 311,712                             | 1,048,662                           |                          |                          |                          |
| 2004年（平成16年）       | 725,340                             | ←←←←                                | 306,150                             | 1,031,490                           |                          |                          |                          |
| 2005年（平成17年）       | 717,840                             | ←←←←                                | 307,720                             | 1,025,560                           | 11月8日                  | 5,928                    |                          |
| 2006年（平成18年）       | 727,920                             | ←←←←                                | 306,567                             | 1,034,487                           |                          |                          |                          |
| 2007年（平成19年）       | 730,620                             | ←←←←                                | 308,638                             | 1,039,258                           |                          |                          |                          |
| 2008年（平成20年）       |                                     | ←←←←                                |                                     |                                     | 11月18日                 | 6,330                    |                          |
| 2009年（平成21年）       | 716,910                             | ←←←←                                | 288,717                             | 1,005,627                           |                          |                          |                          |
| 2010年（平成22年）       |                                     | ←←←←                                |                                     |                                     |                          |                          |                          |
| 2011年（平成23年）       |                                     | ←←←←                                |                                     |                                     |                          |                          |                          |
| 2012年（平成24年）       |                                     | ←←←←                                |                                     |                                     |                          |                          |                          |
| 2013年（平成25年）       |                                     | ←←←←                                |                                     |                                     |                          |                          |                          |

### JR貨物
2019年度の発送貨物は359,897トン、到着貨物は35,684トンであった。

## 駅周辺
駅名にもなっている塩浜とは、周辺に塩田が存在したことが由来している。

### 主な施設
| - 国道23号（名四国道） - 三重県道6号四日市楠鈴鹿線（塩浜街道） - 四日市市役所塩浜地区市民センター - 四日市市立塩浜幼稚園 - 四日市市立塩浜小学校 - 四日市市立塩浜中学校 - ユマニテク医療福祉大学校 - 四日市塩浜郵便局 | - 四日市中里郵便局 - JSR四日市工場 - 昭和四日市石油四日市製油所 - 三菱化学四日市事業所塩浜地区 - コスモ電子工場 - 味の素食品三重工場 - 鈴鹿川 - 中里緑地 |

### バス路線
- 三重交通「塩浜駅前」停留所
  - 92系統（四日市市自主運行バス）
    - 県立総合医療センター、高花平
    - 海星中学・高校前
    - 磯津

## 隣の駅
近畿日本鉄道
E 名古屋線
■急行
近鉄四日市駅 (E21) - 塩浜駅 (E24) - 伊勢若松駅 (E29)
■普通
海山道駅 (E23) - 塩浜駅 (E24) - 北楠駅 (E25)
日本貨物鉄道（JR貨物）
関西本線貨物支線
四日市駅 - 塩浜駅